# لیناردو رودریگز
لیناردو رودریگز (به پرتغالی: Leandro Rodrigues Montebeler) مهاجم اهل برزیل است که در شهر کورولوس و در تاریخ ۳۱ ژانویهٔ ۱۹۸۲ به دنیا آمده‌است.
لیناردو رودریگز در تیم‌های فوتبال Oita Trinita سابقهٔ حضور دارد.